# Rod Taylor (sciatore)
Roderick G. Taylor, detto Rod (Hartford, 7 luglio 1943 – 5 luglio 2014), è stato uno sciatore alpino statunitense.

## Biografia
Sciatore polivalente con maggior propensione alle prove veloci originario di West Hartford, Taylor esordì in campo internazionale in occasione della Roch Cup 1965, il 29-30 gennaio ad Aspen classificandosi 52º nella discesa libera e 23º nello slalom speciale, e fece parte della nazionale statunitense dal 1967 al 1971; in Coppa del Mondo esordì il 15 marzo 1968 ad Aspen in discesa libera (44º) e ottenne il miglior risultato il 21 febbraio 1970 a Jackson Hole nella medesima specialità (14º). Conquistò il titolo nazionale di discesa libera nel 1970 e nel medesimo anno vinse la Roch Cup; prese per l'ultima volta il via in Coppa del Mondo il 27 febbraio 1971 a Heavenly Valley in slalom gigante (19º) e si ritirò dopo non esser stato selezionato per gli XI Giochi olimpici invernali di Sapporo 1972. Dopo il ritiro partecipò al circuito professionistico nordamericano (Pro Tour) e al circuito Masters FIS e fu attivo come imprenditore nella stazione sciistica di Woodbury.

## Palmarès

### Campionati statunitensi
- 1 oro (discesa libera nel 1970)[1]